# David Villalpando
David Villalpando (Ciudad de México; 2 de enero de 1959) es un actor, guionista y director de televisión mexicano.

Su personaje mas Icónico y famoso: El Maestro Patiño.

## Biografía
Originario de la Ciudad de México, el actor David Villalpando inició su carrera artística a los 14 años debutando a nivel amateur en la obra teatral El Extraño Jinete en la Casa del Lago de la UNAM. Luego de participar en numerosas obras de todo tipo, en 1980 protagonizó  El extensionista, llegando a realizar a lo largo de tres años, más de mil quinientas representaciones.
Esta obra marca el inicio a nivel profesional de una larga carrera en los escenarios que incluye más de treinta obras teatrales que abarcan todos los géneros y estilos; del drama a la comedia y del teatro popular al clásico. Entre las obras que ha protagonizado se encuentran Los dos hermanos, El pastelero del rey, Alegría, la lotería, El circo de Burbujas y Los empeños de una casa por cuya actuación se hizo merecedor de un premio especial de la Agrupación de Periodistas Teatrales, la APT, en 1989. A lo largo de su carrera teatral  ha tenido la oportunidad de representar a México actuando en diversos eventos en el extranjero como el Festival Internacional de Teatro de Sitges, España (1980), el Festival Latino de Nueva York (1982), el VI Festival Iberoamericano de Teatro de Cádiz (1992) en España y en la Exposición Universal de Sevilla (1992).
En el renglón del cine, en 1984 fue nominado como mejor actor por la Asociación de Cronistas de Espectáculos de Nueva York (ACE) por su interpretación de Enrique Xuncax en la multipremiada cinta de Gregory Nava El Norte, que fue su primer trabajo cinematográfico. Esta película ocupa un lugar muy importante en su carrera, ya que a lo largo de varios años, le ha brindado grandes oportunidades: Gracias a dicho film, en 1984 Villalpando participó en el Festival Internacional de Cine de Cannes, Francia; en la ceremonia de los premios Óscar de la Academia (USA) cuando la cinta El Norte estuvo nominada como mejor guion (1985), y recientemente al ser elegida para ser preservada en el archivo de la UCLA y el de la  Biblioteca del Congreso en Washington.
Posteriormente ha participado en una docena de cintas internacionales como The Arrival, Men with Guns, Perdita Durango, Nazca, The Harvest, La máscara del Zorro, La hija del puma, Nurses on the Line: The Crash of Flight 7 y American Family: Journey of Dreams por mencionar algunas de ellas. Desde 1993, Villalpando es guionista de Televisa, y es autor de múltiples libretos de series de éxito como Hasta que la muerte los separe, La tía de las muchachas, Al ritmo de la risa, Humor es los comediantes, Cero en conducta, La Casa de la risa, La Escuelita VIP, Par de Ases , Fábrica de Risas, Festival del humor, y Al ritmo de la noche llegando a realizar, de este último, más de quinientos programas. La comedia es uno de los géneros favoritos de Villalpando.  A lo largo de cuatro años coescribió, codirigió e interpretó al director de la escuelita Mártires de Almoloya en la serie cómica Cero en Conducta, programa que en 1999 y el 2000 acaparó altos niveles de índice de audiencia en la República Mexicana. A principios del 2004, Villalpando fue distinguido por su trayectoria con el premio «Palmas de Oro» que otorga el Club Nacional de Periodistas de México. Villalpando ha sido asistente de dirección, tanto en teatro como en televisión del popular actor, productor y director Jorge Ortiz de Pinedo. Ha sido director de escena de los programas televisivos Al Ritmo de la Noche, La Casa de la risa, Par de Ases, Qué madre tan padre y Arriesga TV. Durante seis años (2007-2013) fue parte del elenco base del programa televisivo Se vale. Actualmente trabaja en los Estados Unidos de Norteamérica como coanfitrión en el show televisivo nocturno Noches con Platanito producido por Estrella Tv. David Villalpando es miembro activo de la Asociación Nacional de Actores (ANDA), de la Asociación Nacional de Intérpretes (ANDI) y de la Sociedad General de Escritores de México (SOGEM).

## Trabajos

### Televisión
- Más vale sola, Televisa 2024
- Perdiendo el juicio, Televisa 2022
- Tal para cual, Televisa 2022
- Una familia de 10, Televisa 2021-2025
- Noches con Platanito, Estrella TV 2013-2020
- El show de Lagrimita y Costel, Estrella TV 2013-2014
- Se Vale, Televisa 2007-2013
- Adictos, Televisa 2011
- Desmadrugados, Televisa 2011
- La rosa de Guadalupe, Televisa 2010
- Qué madre tan padre, Televisa 2007
- American Family (Dir: Gregory Nava), PBS (USA) 2002 Y 2004
- La escuelita VIP, Televisa 2004
- La casa de la risa, Televisa 2003-2004
- Humor es... los comediantes, Televisa 2001
- Cero en conducta, Televisa 1999-2003
- Al ritmo de la noche, Televisa 1996-98
- La tía de las muchachas Televisa 1997
- Acapulco H.E.A.T			USA 1996
- Acapulco 95 Televisa 1995
- Hasta que la muerte los separe Televisa 1995
- El Güiri Güiri				Imevision 1992
- Dean				UTE 1991
- Hora marcada Televisa 1989
- Entre amigos				Imevision 1988
- Los Betos (Protagonista)		Imevision 1988
- Te amo Televisa 1985
- De la vida de las mujeres 		UTEC 1985
- Genio y figura				UTEC
- Panorama agropecuario 			RTC 1980
- Temas de primaria 			UTEC
- Asylum PBS KCET (USA) 1986

### Otras apariciones en TV
Donamor 2004, Vida tv, La oreja, Hoy, Al fin de semana, Otro rollo, Nuestra casa, Ellas con las estrellas, Don Francisco presenta, Muévete, Hazme reír (por Sky) Guerra de chistes.

### Cine
- Me late que sí"  	(Serie Netflix 2025) (Víctor) Dir: Rodrigo Santos      Netflix 2025

- El Norte 	(PROTAGONISTA) 	Dir: Gregory Nava		   USA 1984

- Goitia 				Dir: Diego López                   IMCINE 1989

- The Delos Adventure	        Dir: Joseph W. Purcell	           USA 1986

- Nazca 				Dir: Benito Rabal                  TV ESPAÑOLA 1990

- The Harvest 			Dir: David Marconni	           USA 1991

- Nurses on the line 		Dir: Larry Shaw 	           CBS- USA 1993

- La hija del puma, Dir: Ulf Ultberg 	           SUECIA 1993

- The Arrival			Dir: David Twohy 		   USA 1996

- Perdita Durango		Dir: Álex de la Iglesia            ESPAÑA 1996

- Men with Guns			Dir: John Sayles 		   USA 1997

- La máscara del Zorro 		Dir: Martin Campbell		   USA 1997

### Cortometraje
- Y yo que la quiero tanto	Dir: Juan Pablo Villaseñor      CCC 1988
- No se asombre sargento Dir: Eva López 			CCC 1989
- Caminos tripartitas Dir: José Ludlow  	   BILBATÚA 1989

### Obras de teatro
- La Güera Rodríguez
- El Circo de Burbujas
- Burbujas y el mago de Oz
- Las aventuras de Tom Sawyer
- El Show de La Escuelita VIP
- ¡Quiero pero no puedo!
- El show de la escuelita de Ortiz de Pinedo
- Batas blancas no ofenden
- Que no se entere el presidente
- Cena de matrimonios
- Alegría la lotería
- La noche de Epifanía
- Los empeños de una casa
- Encuentro con el Náhuatl
- El contrario Luzbel
- Novelaria
- El carro de esplendor
- Raptola violola y matola
- Rumbera
- Amor y muerte
- Shakespeare en un jardín
- Telegrama de felicitación
- Los dos hermanos
- El Extensionista
- El pastelero del rey
- Míster John Tenorio
- La máquina de las adivinanzas
- El extraño jinete

### Productor
- Cero en conducta (1999-2003)
- La casa de la risa (2003-2005)
- La escuelita vip (2004)
- Par de Ases (2005-2006)
- ¡Que madre tan padre! (2006)
- Una familia de diez (2020)

### Director
- Una Familia de Diez (2019-2024)
- Cero en conducta (1999-2003)
- La casa de la risa (2003-2005)
- La Escuelita VIP (2004)
- Par de Ases (2005)
- ¡Que madre tan padre! (2006)
- Una familia de diez (2007)